# Flaga Iranu
Flaga Iranu – we współczesnej formie została ustanowiona 29 lipca 1980 i jest odzwierciedleniem zmian, które zaszły w Iranie po rewolucji islamskiej.
Na fladze w postaci horyzontalnych pasów występują od góry do dołu trzy kolory:
- zielony, symbolizujący religię islamską
- biały, symbolizujący pokój
- czerwony, symbolizujący męstwo

Tego typu wzór był wprowadzony od początku XX wieku i występował także na fladze szachów Iranu.
Białe wzory na zielonym i czerwonym kolorze, to słowa Allahu Akbar (Bóg jest wielki) powtórzone 22 razy (dwa rzędy po 11 wyrażeń) dla upamiętnienia daty zwycięstwa rewolucji – 22 Bahman 1357 AP (11 lutego 1979).
Na białym pasie umieszczone jest godło Iranu w kolorze czerwonym – stylizowany napis Allah.

## Historia
Poprzednia flaga Iranu, za rządów dynastii Pahlawi, miała podobny wzór, jednak w centrum umieszczony był symbol lwa i słońca. Została ona wprowadzona po przyjęciu konstytucji w 1906, jednak już wcześniej władcy używali sztandarów z lwem i słońcem w kolorystyce biało-zielono-różowej.
W roku 1925 barwę różową zastąpiono czerwoną.
Symbol lwa i słońca w centrum flagi występował w różnych formach, powszechnie używano również flagi pozbawionej godła. Po obaleniu Pahlawich w 1979, przez krótki okres używano flagi złożonej jedynie z trzech pasów.

Flaga Iranu 1906–1925
Flaga Iranu 1925–1964
Flaga Iranu 1964–1979
Flaga Iranu 1979–1980
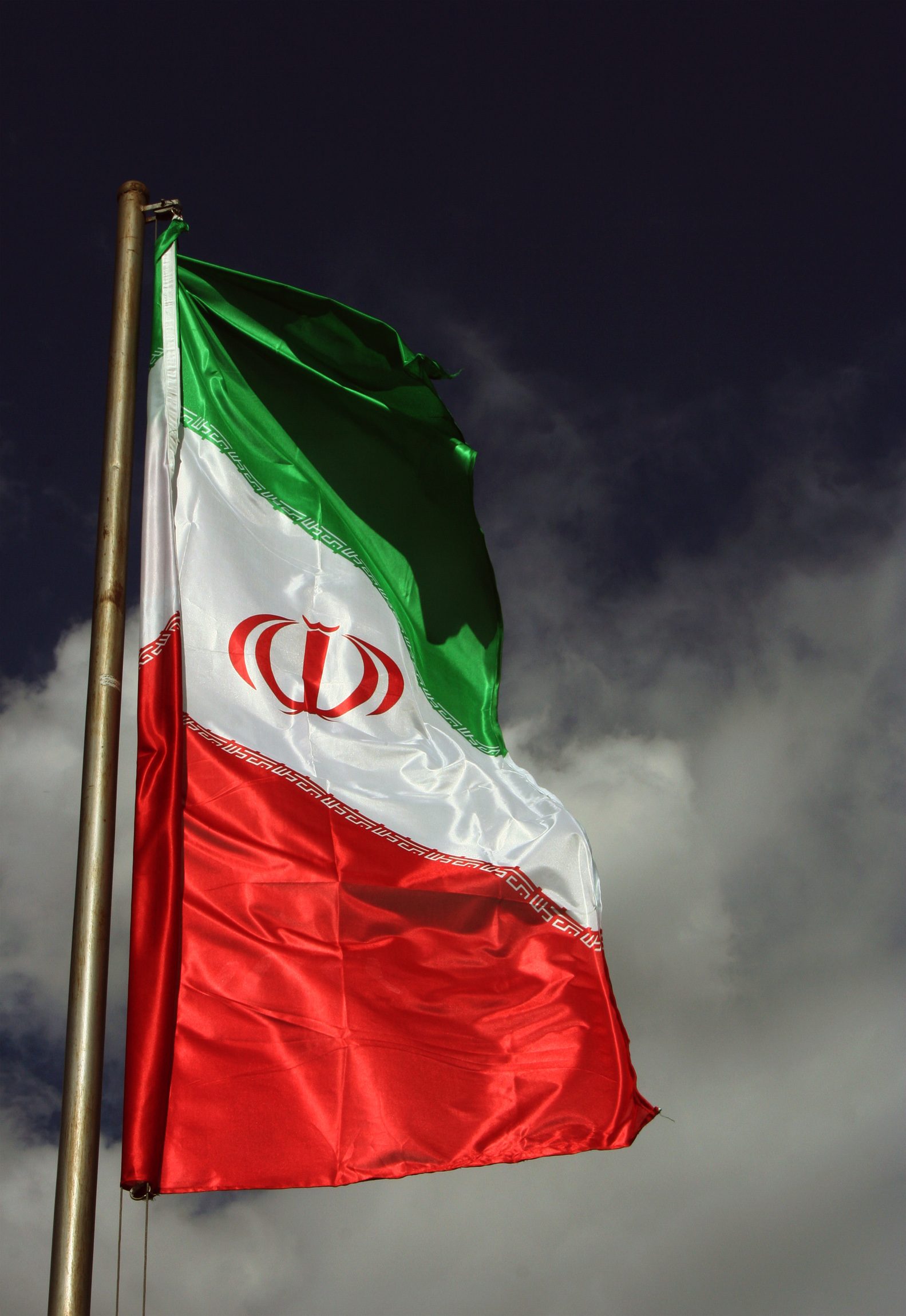